# ニコラス・エレーロス
ニコラス・エレーロス（Nicolás Herreros、1990年1月23日 - ）は、カンペオナト・ポルトガル・デ・ラグビー、アグロノミア・ラグビーに所属するラグビーユニオン選手。

## プロフィール
- チリ出身[1]。
- ポジションはスクラムハーフ(SH)。
- 身長 170cm、体重 79kg
- U20チリ代表に選ばれたことがある[2]。
- 7人制チリ代表に選ばれたことがある。
- チリ代表キャップは5（2025年2月現在）でラグビーワールドカップ2023のチリ代表に選ばれた[3]。

## 略歴
セルクナムを経て、2023年、アグロノミアに加入。